# Yariḫ
Yariḫ (Jarich) ist eine nordwestsemitische Bezeichnung eines Mondgottes.

## Etymologie
Die Bezeichnung des Mondgottes ist verwandt mit der akkadischen Bezeichnung warchum, warach, die wahlweise für Mond oder Monat verwendet wurde. Die Form Jarach erklärt sich daraus, dass im Nordwestsemitischen anlautendes w zu j wurde. Anders als das Akkadische unterscheiden die kanaanäischen Sprachen hingegen mehrheitlich zwischen Mond und Monat: Für Mond wird die Wurzel j-r-ch verwendet (vergleiche hebräisch ירח), für Monat wird auf die Wurzel ḫ-d-sch mit der Grundbedeutung neu zurückgegriffen, vergleiche hebräisch חדש Monat, eigentlich Neumond.

## Verbreitung
Früheste Bezeugungen des Gottes finden sich in lexikalischen Texten aus Ebla gegen Ende des 3. Jahrtausends. In den Mari-Texten (frühes 2. Jahrtausend) taucht Yariḫ als theophores Namenselement in Namen wie Abdu-Erach auf. Breit bezeugt ist die Gestalt des Yariḫ in den Texten aus Ugarit. Er taucht sowohl in literarischen Texten als auch in Eigennamen auf. Der Text KTU 1.24 – es handelt sich dabei wohl um eine Übersetzung aus dem Hurritischen – behandelt die himmlische Hochzeit von Yariḫ und der Mondgöttin Nikkal. Ansonsten scheint jedoch Yariḫ in Ugarit deutlich der Sonnengöttin  Šapšu nachgeordnet. Auch das kanaanäische Onomastikon des 1. Jahrtausends kennt mit Yariḫ zusammengesetzte Namen, so das Phönizische und das Ammonitische. Im epigraphischen Hebräisch sind derartige Namen bisher nicht bezeugt, biblisch jedoch z. B. in Gen 10,26  (Jerach) u.ö.
Der Name des Gottes findet sich außerdem wieder in Stadtnamen wie Jericho oder Bet Jerach.